# Das Kartoffelmuseum

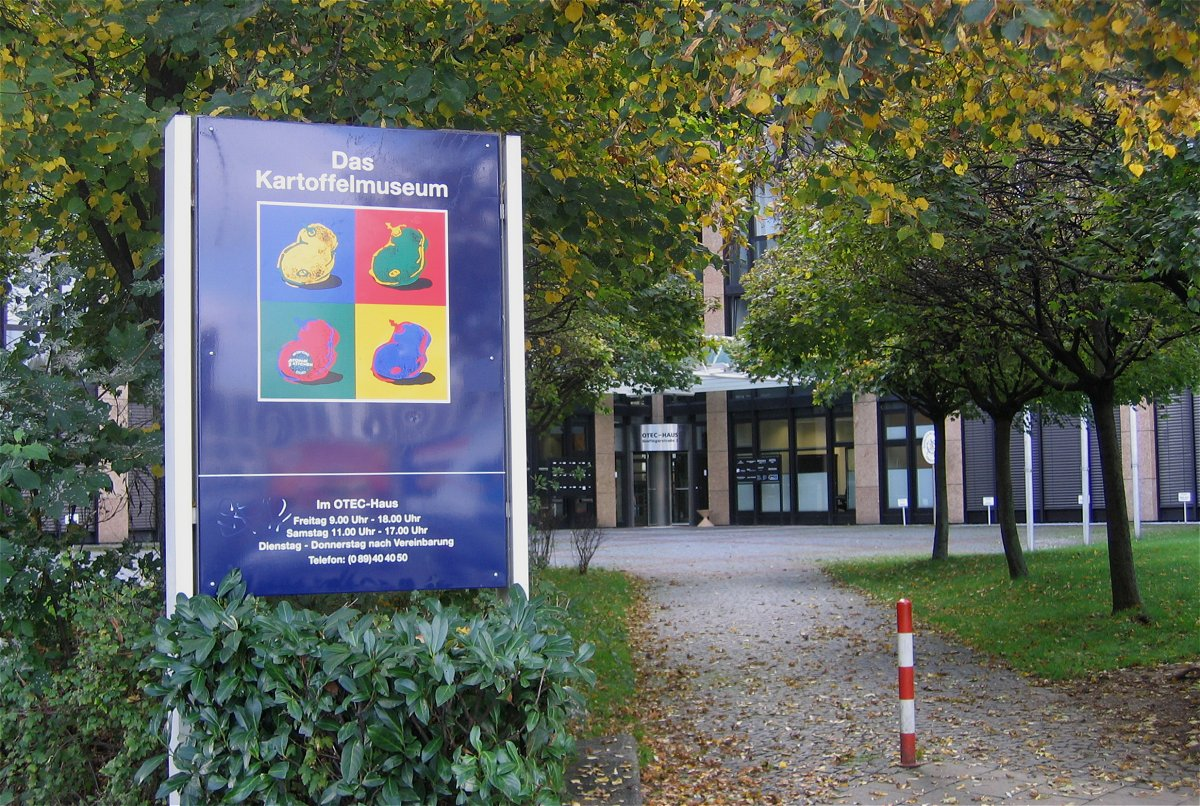
Ehemaliger Standort des Kartoffelmuseums in der Grafinger Straße

Das Kartoffelmuseum in München ist eines von drei Kartoffelmuseen in Deutschland und beschäftigt sich mit den kunsthistorischen Aspekten der Kartoffel. Es wurde 1996 von der Stiftung Otto Eckart eröffnet. Otto Eckart war bis zum Verkauf an Unilever Inhaber der Pfanni-Werke und ist der Sohn des Unternehmensgründers Werner Eckart. Neben seiner Tätigkeit als Stiftungsvorstand übte er bis 2017 das Amt eines ehrenamtlichen Honorarkonsuls der Republik Guatemala aus.
Grundlage des Museums ist eine umfangreiche Bildersammlung (Ölgemälde, Aquarelle, Stiche, Zeichnungen, Lithographien, Drucke, naive Hinterglasmalerei, moderne Grafik). Neben der Ausstellung beinhaltet das Museum eine Fachbibliothek für wissenschaftliche Zwecke.
Das Museum befand sich bis 31. März 2016 im sogenannten „Eckhaus“ an der Grafinger Straße auf dem ehemaligen Gelände des Unternehmens Pfanni, das dort Kartoffelprodukte herstellte. Der Umzug in ein neues Gebäude in der Nachbarschaft wird vorbereitet.
Das Museum war vor der vorläufigen Schließung in acht Ausstellungsräume gegliedert:
- Geschichte: Vom Inka-Gold zum Volksnahrungsmittel
- Blüten, Pflanzen, Knollen
- Anbau und Ernte
- Marktszenen
- Multi-Talent Kartoffel
- Raritätensammlung
- Fürstenspeise und Arme-Leute-Essen
- Galerie der Moderne

2006 wurde das Kartoffelmuseum um eine neue Abteilung erweitert, das Pfanni-Museum, welches die Geschichte des Markenartikels Pfanni von 1949 bis 1999 darstellt.